# Mourad Si Ahmed
Mourad Si Ahmed, dit Djafar el-Afghani ou Seif Allah (en arabe « L'épée de Dieu »), né en 1964, est dans les années 1990 un émir du « GIA » algérien, le « Groupe Islamique Armé ». Il est abattu par l'armée algérienne le 26 février 1994 sur les hauteurs d'Alger.

## Biographie
Né à Alger, dans un quartier de Kouba, il est issu de la jeunesse urbaine défavorisée. Ne pousse pas ses études au-delà de l'école primaire, il vit de trafic de contrebande. Il part en Afghanistan où il combat pendant cinq ans sous les ordres de Gulbuddin Hekmatyar, ce qui lui vaudra le surnom de « el-Afghani ». À son retour, il rejoint le FIS puis le groupe de Mansouri Méliani.
En juillet 1993, il succède à Abdelhak Layada comme chef du « GIA » après la capture de ce dernier. Le 24 octobre 1993, le DRS organise avec certaines branches des services secrets français (dont l'ancien ministre de l'Intérieur Charles Pasqua) le « vrai-faux enlèvement » de trois agents consulaires français, et, après leur libération le – faux – message menaçant les étrangers de quitter l'Algérie, tout ceci dans le but de forcer les autorités françaises à prendre résolument position pour l'Etat algérien dans sa logique de répression. Les journalistes Pascal Krop et Roger Faligot révèlent même : « Deux émissaires français sont envoyés auprès du ministre de l’Intérieur algérien […]. Ils n’en croient pas leurs oreilles quand les chefs de la DRS leur disent de ne pas s’inquiéter et que les trois fonctionnaires vont être libérés. Mais alors pourquoi ne pas les libérer immédiatement et maintenir cette fiction de leur détention entre les mains des « islamistes » ? Nous attendons de vous un geste, disent en substance les Algériens, qui souhaitent que Charles Pasqua donne un coup dans la “fourmilière islamiste” en France… ». L'objectif des généraux algériens a été en partie atteint car la police française a mené début novembre 1993 l'« opération chrysanthème », plus vaste rafle menée contre la diaspora algérienne en France depuis la guerre d'Algérie.
Le 15 décembre 1993, en réponse aux massacres de musulmans égorgés en Bosnie, il fait massacrer à l'arme blanche douze Croates qui travaillaient pour une entreprise de travaux publics à Tamezguida, près de Blida (sud d'Alger),.
En novembre 1993, le cheikh Mohamed Bouslimani, président de l'association caritative El-Irshad Wa El-Islah (Guidance et réforme) et membre fondateur du Mouvement de la société islamique (MSI-Hamas), est enlevé. Il est retrouvé le 23 janvier 1994 égorgé et enterré près d'un cimetière à El-Affroun (sud d'Alger). Selon les autorités, M. Bouslimani avait été enlevé sur ordre de Djaafar El-Afghani qui l'avait torturé avant d'ordonner son exécution.
Dans un communiqué publié en novembre 1993, il rejette «tout dialogue, toute trêve et toute réconciliation» avec le pouvoir et menace de la «pire des morts», ceux qui négocieraient avec les autorités. Il proclame "ceux qui nous combattent par la plume périront par la lame",.
Le 24 décembre 1993, six maquisards affiliés au GIA et sous la direction de Sayah Attia, l'adjoint de Djafar el-Afghani, ont fait irruption dans le monastère de Tibhirine. Ils ont promis l'aman aux moines, c'est-à-dire une protection en échange de services médicaux,,.
Le 26 février 1994, il est abattu sur les hauteurs d'Alger à l'âge de 29 ans par l'armée algérienne, en compagnie de neuf membres de sa garde rapprochée, alors qu'ils préparaient plusieurs attaques à l'occasion du Ramadan, . Son frère, Mustapha Si-Ahmed, agent de sécurité à la télévision, demeurant à Kouba (Alger), est arrêté par la police sur son lieu de travail le 20 mars 1994 à 16h 30 à Alger, Bd. Des Martyrs (RTA) par des policiers et disparaît.
Seulement quelques jours avant son élimination, Djafar el-Afghani avait découvert qu'un de ses proches haut placé dans le GIA était un agent du pouvoir algérien, agent ayant été exécuté à la suite d'un procès interne.